# Pere Serra i Gonzàlez
Pere Serra i Gonzàlez (* 11. Juli 1870 in Barcelona; † Ende April 1934 in Havanna) war ein katalanischer Komponist und Musikpädagoge. Als Klavierstudent und -lehrer am Conservatori del Liceu war Serra genau wie sein jüngerer Bruder Modest Serra i Gonzàlez Teil der Katalanischen Pianistenschule.

## Leben und Wirken
Serra studierte am Conservatori del Liceu in Barcelona, wo er zwischen 1893 und 1931 auch als Professor für Musiktheorie, Solfège und Klavier gewirkt hat. Einer seiner Schüler war der Pianist Frederic Mompou.
Serra war der Autor der Oper Las justicias del rey Don Pedro, einiger Zarzuelas, Chor- und Klavierwerke sowie von Sardanas. Er bearbeitete und harmonisierte Volkslierder. Zusammen mit seinen Liceu Professorenkollegen Joaquim Zamacois i Avel·lí Abreu verfasste er Musikunterrichtswerke, die teilweise 1999 neu herausgegeben wurden. Unter dem Pseudonym Robert Scott verfasste er Einführungen für das Spiel verschiedener Instrumente.
Sein Bruder Modest Serra i Gonzàlez wirkte ebenfalls als Komponist und Musikprofessor am Liceu.

## Werke
- Loa autómatas, Zarzuela
- Crisantemos, für Piano  (enthält: Gavota, Minué, Capricho, Tirolesa, Polonesa, Melodía)
- Elisa (1900), Polka-Mazurka für Piano
- Flor de almendro, für Piano (enthält: Vals, Mazurka, Serenata, Plegaria, Marcha, Nocturno)
- Las justicias del rey Don Pedro, Oper
- Un novio a lazo, Zarzuela
- Sanctus (1900)

### Sardanas
- Elisa (1922)
- Isabel
- Joventut catalana
- Manresa (1934)
- Perles i flors
- La petita sardana
- Platges de l'Empordà
- Ripoll (1934)
- El rocós Montgrí
- Sant Segimon
- Visca el bon temps!

### Musikunterrichtswerke
- Arte práctico de solfeo para el uso de los alumnos del Conservatorio del liceo Barcelonés de S.M. Da. Isabel 2a. por los profesores del mismo Andrés A. Abreu ... [et al.]; obra revisada y corregida por el director de la propia Escuela Francisco de P. Sánchez Gavagnach Barcelona: Lit. M.Hereu, 1893?
- Joaquim Zamacois, Avelino Abreu, Pere Serra Llenguatge musical: nivell elemental, lliçons cantades (4 cursos en 4 volums) Barcelona: Conservatori Superior de Música del Liceu, 1999
- Joaquim Zamacois, Avelino Abreu, Pere Serra Llenguatge musical: nivell mitjà, lliçons cantades (4 cursos en quatre volums) Barcelona: Conservatori Superior de Música del Liceu, 1999
- Robert Scott Método graduado para el estudio de la trompa Barcelona: Boileau, 1934
- Robert Scott Método graduado para el estudio del clarinete Barcelona: Boileau, 1941
- Robert Scott Método graduado para el estudio del saxofón Barcelona: Boileau, 1934
- Robert Scott Método graduado para trombón de varas y de pistones Barcelona: Boileau, 1934
- Robert Scott Metodo para trompeta y cornetin Barcelona: Boileau
- Robert Scott Método preliminar graduado para guitarra Barcelona: Boileau, 1943
- Robert Scott Método y estudios diarios para guitarra Barcelona: Boileau
- Zamacois, Abreu, Serra Programa de la asignatura Teoria-Solfeo. 1r curso Barcelona: Conservatorio del Liceo Barcelonès (3 edicions)
- Joaquim Zamacois, Avelino Abreu, Pere Serra Solfeo (6 cursos) Barcelona: Conservatorio del Liceo
  - Primer curso 52a. edició, 1984
  - Segundo curso
  - Tercer curso
  - Cuarto curso
  - Quinto curso 17a. ed. 1989
  - Sexto curso
- Joaquim Zamacois, Avelino Abreu, Pere Serra Teoría: cuarto curso Barcelona: Conservatorio del Liceo
- Teoría de la música (2 volums) Barcelona: Labor, 1949 (25a. ed. 1994) (Barcelona: Idea Books, 2002)
- Joaquim Zamacois, Avelino Abreu, Pere Serra Teoría perteneciente a la asignatura de solfeo Barcelona: Boileau
  - Primer curso
  - Segundo curso
  - Tercer curso 6a. ed. Barcelona: Conservatorio del Liceo, 1950
  - Cuarto curso
  - Quinto curso 13. ed. Barcelona: Conservatorio del Liceo, 1989
  - Sexto curso 12. ed. Barcelona: Conservatorio del Liceo, 1989